# Frans amateurvoetbal
Het Frans amateurvoetbal is op verschillende manieren ingedeeld binnen de Franse voetbalpiramide. De clubs zijn ingedeeld in FFF districten. Afhankelijk van het niveau speelt een team een competitie op landelijk niveau (CFA en CFA2), regionaal niveau (tussen het zesde en negende niveau in de voetbalpiramide) of op districtsniveau (vanaf het negende niveau en lager). Teams kunnen naar een hoger niveau promoveren of naar een lager niveau degraderen. Daarnaast organiseert elk district een eigen districtsbekercompetitie. Vaak wordt er bij de landelijke en regionale competities gerefereerd naar een amateurdivisie, maar de meeste clubs opereren op (semi-)professionele basis. 

## Opzet voetbalsysteem op districtsniveau
Een weergave van de opzet op districtsniveau (tussen het negende niveau en lager). De namen van de competities kunnen mogelijk variëren per departementaal district.
| 9e niveau  | 10e niveau           | 11e niveau | 12e niveau | 13e niveau | 14e niveau |
| ---------- | -------------------- | ---------- | ---------- | ---------- | ---------- |
| Excellence | Promotion Excellence | Division 1 | Division 2 | Division 3 | Division 4 |

## De districten
| - District de l'Ain - District de l'Aisne - District de l'Allier - District des Alpes - District de l'Ariège - District des Ardennes - District de l'Artois - District de l'Aube - District de l'Aude - District de l'Aveyron - District Belfort-Montbéliard - District de Bordeaux - District du Calvados - District du Cantal - District de la Charente - District de la Charente-Maritime - District du Cher - District de la Corrèze - District de la Côte d'Azur - District de la Côte d'Opale - District de la Côte d'Or - District des Côtes-d'Armor - District de la Creuse - District des Deux-Sèvres - District de Dordogne Périgord - District de Doubs-Sud Haut-Doubs - Comité Drôme-Ardèche - District de l'Escaut - District de l'Essonne - District de l'Eure - District d'Eure-et-Loir - District du Finistère Nord - District du Finistère Sud - District Flandre |  |  | - District Fluvial - District Gard-Lozère - District du Gers - District de Gironde Atlantique - District Gironde-Est - District de Haute-Garonne Comminges - District de Haute-Garonne Midi-Toulousain - District de la Haute-Loire - District de la Haute-Marne - District de la Haute-Saône - District de Haute-Savoie Pays-de-Gex - District de la Haute-Vienne - District des Hautes-Pyrénées - District des Hauts-de-Seine - District de l'Hérault - District d'Ille-et-Vilaine - District de l'Indre - District d'Indre-et-Loire - District de l'Isère - District du Jura - District des Landes - District de la Loire - District de la Loire-Atlantique - District du Loiret - District de Loir-et-Cher - District du Lot - District de Lot-et-Garonne - District du Maine-et-Loire - District de la Manche - District Maritime - District Maritime Nord - District de la Marne - District de la Mayenne - District de Meurthe-et-Moselle sud |  |  | - District de la Meuse - District du Morbihan - District Mosellan - District de la Nièvre - District de l'Oise - District de l'Orne - District de Football Pays-Haut - District du Pays Minier - District du Pays Saônois - District de Provence - District du Puy-de-Dôme - District des Pyrénées-Atlantiques - District des Pyrénées-Orientales - District du Rhône - District Rhône-Durance - District de la Sarthe - District Sauternais-et-Graves - District de Savoie - District de Seine-et-Marne Nord - District de Seine-et-Marne Sud - District de la Seine-Saint-Denis - District de la Somme - District du Tarn - District de Tarn-et-Garonne - District du Val-de-Marne - District du Val-d'Oise - District des Vallées - District du Var - District de Vendée - District de la Vienne - District des Vosges - District de l'Yonne - District des Yvelines |